# مجلس الحقوق المدنية
مجلس الحقوق المدنية هو منظمة أمريكية تشكلت في عام 1946 في مؤتمر وطني للمتطرفين وتفككت في عام 1956. تبع المجلس منظمة الدفاع العمالي الدولي والاتحاد الوطني للحريات الدستورية والمؤتمر الوطني لذوي البشرة السوداء، في خدمته كمنظمة دفاع. ابتداءً من عام 1948، شارك في تمثيل الأمريكيين الأفارقة المحكوم عليهم بالإعدام وعدة قضايا بارزة أخرى، وذلك لتسليط الضوء على الظلم الذي خلفه التمييز العنصري في الولايات المتحدة. بعد اعتقال روزا لي انغرام وابنيها المراهقين في ولاية جورجيا، قاد مجلس الحقوق المدنية حملة مناشدة وطنية نيابة عنهم، كانت تلك أولى حملات المجلس التي تخص الأمريكيين الأفارقة.
شكل مجلس الحقوق المدنية على الصعيد الوطني 60 فرعًا له في فترة أوجه عام 1950. عملت هذه الفروع على حل القضايا المحلية. تقع معظمها على السواحل الشرقية والغربية، ويوجد نحو 10 فروع فقط في ولايات التحالف السابقة، خمسة منها في تكساس.

## لمحة عامة
اتبعت المنظمة إستراتيجية ذات شقين هما الدعاوى القضائية والمظاهرات، إضافةً إلى اتصالات عامة واسعة النطاق، لجذب الاهتمام العام نحو التمييز العنصري في الولايات المتحدة. انتشرت القضايا بشكل كبير، خاصةً تلك الموجودة في الجنوب، مثل قضية روزا لي انغرام وابنيها، وقضية مارتنزفيل السباعية وقضية ويلي مكغي في ولاية مسيسيبي، حيث حُكم على ذوي البشرة السوداء بالإعدام؛ وحدث ذلك في القضيتين الأخيرتين بسبب تهم اغتصاب مشكوك بأمرها. نظرًا لعدم إعطاء ذوي البشرة السوداء حقهم في التصويت في الجنوب في نهاية القرن، كانت هيئات المحلفين المؤلفة من ذوي البشرة البيضاء كلها موحدة، فلا يخدم فيها سوى الناخبون.
نجح مجلس الحقوق المدنية في رفع الوعي العالمي تجاه هذه القضايا، ما تسبب أحيانًا في نشوء مظاهرات ضد الرئيس والكونغرس. مثّل المجلس أيضًا المدعى عليهم ضمن محاكم استئنافية لإلغاء الحكم أو تقصير مدته. في ذلك الوقت في الجنوب، عندما كانت هيئات المحلفين من ذوي البشرة البيضاء تحكم في كل القضايا، اعتبر البعض من جهة الدفاع أن الحكم بالسجن مدى الحياة بدلًا من الحكم بالإعدام كان شبيهًا بحكم البراءة، فكان الضغط الاجتماعي كبيرًا على هيئة المحلفين لإدانة ذوي البشرة السوداء. دافع المجلس أيضًا عن المنشقين سياسيًا، بمن فيهم الشيوعيون. بدأت المجموعة احتجاجات كبيرة في العاصمة واشنطن وفي الأمم المتحدة. ولفتت انتباه العالم إلى العنصرية القائمة في الولايات المتحدة من خلال تقديم عريضة إلى الأمم المتحدة بعنوان «نحن نتهمكم بالإبادة الجماعية»، عُرضت فيها تفاصيل انتهاكات حقوق الأمريكيين الأفارقة في الولايات المتحدة، بما في ذلك أحكام الإعدام الظالمة في الأربعينيات.
اعتُبر مجلس الحقوق المدنية بديلًا عن الجمعية الوطنية للنهوض بالملونين ومنافسًا لها، كون كلا المنظمتين عملتا على قضايا متشابهة في تمثيل الأمريكيين الأفارقة ضمن القضايا والدعاوى القانونية. اعتبر مجلس الحقوق المدنية أنه شمل مجموعة أوسع من القضايا وحقق ائتلافًا أكبر. تدخل المجلس دفاعًا عن قضية روزا لي وابنيها وقضية ويلي مكغي.
في عام 1950، بينما كانت الجمعية الوطنية للنهوض بالملونين تعمل على قضية مارتنسفيل السباعية، التي أُدين فيها 7 أشخاص وحكم عليهم بالإعدام في محاكمات سريعة، ناشد والدا أحد المتهمين، ديسيلز غرايسون، مجلس الحقوق المدنية بشكل خاص للدفاع عن ابنهم. زعمت الجمعية الوطنية للنهوض بالملونين أن نهج المنظمتين كان مختلفًا؛ فقد أنفقت جزءًا أكبر من أموالها للدفاع المباشر عن عملائها، بينما قاد مجلس الحقوق المدنية حملة عامة مخصصة لتوزيع الكتيبات الإعلامية واستخدام لوحات الإعلام في الدعاية.
نظرًا لتلقي مجلس الحقوق المدنية موقفًا معاديًا من الحكومة، وخوفًا من إمكانية التأثير سلبًا على قضية مارتنسفيلز السباعية والطعن فيها، انسحب المجلس من مهمة الدفاع المباشر عن غرايسون في يوليو عام 1950. لكن فشلت الجمعية الوطنية للنهوض بالملونين في استئنافاتها. وأُعدم جميع الرجال السبعة في فبراير عام 1951.
خلال فترة الخوف الأحمر، ونظرًا لانتماءات مجلس الحقوق المدنية للحزب الشيوعي، اعتُبر المجلس منظمة هدامة ووصف بكونه واجهة للشيوعيين من قبل النائب العام الأمريكي توماس كلارك بقيادة الرئيس هاري إس. ترومان، وأيضًا من قبل لجنة مجلس النواب للنشاطات غير الأمريكية. أضعف استهداف الحكومة الأمريكية مجلس الحقوق المدنية في عام 1951، حتى تفكك في النهاية في عام 1956.

## التنظيم
تشكل المجلس في مؤتمر للمتطرفين عُقد في ديترويت في 27- 28 أبريل عام 1946. شملت الأهداف البدئية إلغاء مجلس النواب للنشاطات غير الأمريكية وحماية حق العمال الجنوبيين في النقابة. في ديسمبر عام 1947، انضم المؤتمر الوطني لذوي البشرة السوداء للمجموعة. قاد وزير دفاع العمال الدولي  وليام باترسون المجموعة طوال وجودها. عمل فرانك مارشال ديفيس في المجلس التنفيذي الوطني للمنظمة. ترأس باترسون أيضًا مدرسة أبراهام لينكون في شيكاغو، بالمشاركة مع ديفيس كعضو في هيئة التدريس والإدارة.
ضمت المجموعة نحو 10000 عضو في فترة أوجها. كانت قوية بشكل عام على السواحل وضعيفة في الجنوب، لكنها أقامت عدة حملات كبرى للدفاع عن الحقوق القانونية لذوي البشرة السوداء في الجنوب. كانت أكبر وأقوى فروعها في الجنوب في نيو أورليانز وميامي. بالمجمل، أسس مجلس الحقوق المدنية أكثر من 60 فرعًا محليًا سعى إلى مكافحة التمييز العنصري والقوالب النمطية العنصرية والظلم القانوني ضمن مجتمعاتهم.
أضعف الكونغرس الأمريكي والمحاكم مجلس الحقوق المدنية بفرض قيود قانونية عليه في عام 1951. وفي عام 1956، صوت الأعضاء لتفكيكه.

## قضايا أخرى
اتخذ مجلس الحقوق المدنية مواقفًا بشأن عديد من القضايا المتعلقة بالحرية السياسية وحقوق الأمريكيين الأفارقة. دعم القوانين التي تدعو لإلغاء عقوبة الإعدام، وأدان استخدام علم التحالف في عديد من المرافق الحكومية والمدارس في الجنوب.
عارض مجلس الحقوق المدنية تدخل الولايات المتحدة في الحرب الكورية. عارض المجلس قانون تافت-هارتلي وعرض المساعدة على مؤتمر المنظمات الصناعية واتحاد العمل الأمريكي.
في ولاية لويزيانا، أطلق فرع محلي حملة كبرى لإدانة ضابط الشرطة الأبيض الذي أطلق النار على روي سيريل بروكس. أثارت قضية بروكس غضبًا شديدًا تجاه وحشية الشرطة وطالب المجلس بتوظيف مزيد من ضباط الشرطة من ذوي البشرة السوداء في مدن مثل نيو أورليانز.

## وصف المنظمة بالشيوعية
بعد فترة وجيزة من تأسيس مجلس الحقوق المدنية، أصبح هدفًا لمجلس النواب للنشاطات غير الأمريكية ودائرة الإيرادات الداخلية. اتهم تقرير صدر عام 1947 مجلس النواب للنشاطات غير الأمريكية بما يلي: «بعد أن اتخذ مجموعة من الإجراءات الاحتيالية ضد الولايات المتحدة مع نهاية الحرب العالمية الثانية، أنشأ الحزب الشيوعي مجلس الحقوق المدنية لغرض حماية الأعضاء الذين خالفوا القانون». أنكرت المجموعة هذه التهم وقدمت قائمة بالجهات الراعية تضمنت النواب آدم سي. باول وعضو مجلس الشيوخ غلين إتش. تايلور، ورئيس جامعة أتلانتا روفس إرلي كليمنت. وصف باترسون المجموعة بأنها «غير حزبية» وأضاف أنها «الصليب الأحمر لدعاة السلام والحقوق الدستورية والعدالة وحقوق الإنسان».
زاد قانون مكاران للأمن الداخلي لعام 1950 من اضطهاد الحكومة للمجموعة، وسُجن العديد من قادتها. ضعف المجلس في عام 1951 عندما منعته الحكومة الفيدرالية من دفع كفالة لإطلاق سراح الشيوعيين المدعى عليهم في المحاكمات الناتجة. أثناء الفترة الثانية من الخوف الأحمر، حذر قسم كبير من الأميركيين من المجموعة بسبب صِلاتها بالحزب الشيوعي. وفي عام 1956، اعتُبر مجلس الحقوق المدنية واجهة للشيوعية بشكل رسمي من قبل هيئة مراقبة الأنشطة التخريبية. وتفكك المجلس في العام ذاته.